# Roa/Lunner
Roa/Lunner är en tidigare tätort i Lunners kommun i dåvarande Oppland fylke (nuvarande Akershus fylke) i sydöstra Norge. Orten låg där Europaväg 16 möter riksväg 4 och Bergenbanan möter Gjøvikbanan. Den omfattade bebyggelse i de båda orterna Roa och Lunner.
Sedan 2013 räknas de båda orterna som två separata tätorter.